# Begonia adenostegia
Begonia adenostegia é uma espécie de Begonia.